# Punktfältblomfluga
Punktfältblomfluga (Eupeodes punctifer) är en tvåvingeart som först beskrevs av Kanervo 1934.  Punktfältblomfluga ingår i släktet fältblomflugor, och familjen blomflugor. Arten är reproducerande i Sverige. Inga underarter finns listade i Catalogue of Life.